# Epistauropus vinaceus
Epistauropus vinaceus är en fjärilsart som beskrevs av Moore 1879. Epistauropus vinaceus ingår i släktet Epistauropus och familjen tandspinnare. Inga underarter finns listade i Catalogue of Life.